# 596 هـ
596 هـ هي سنة في التقويم الهجري امتدت مقابلةً في التقويم الميلادي بين سنتي 1199 و1200.

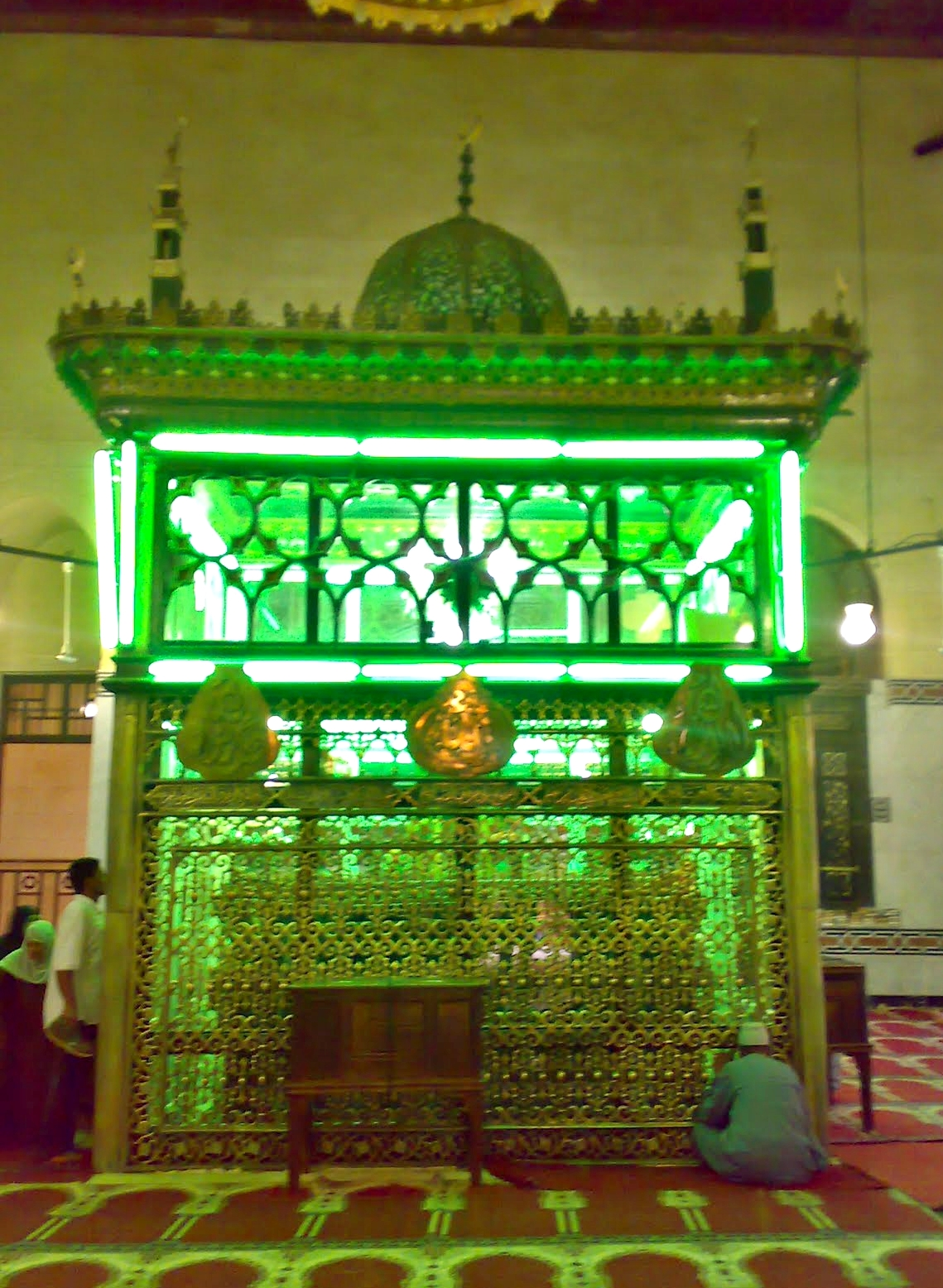
ضريح أحمد البدوي في مسجده بطنطا

## مواليد
- أحمد البدوي

## وفيات
- ابن الدهان البغدادي
- العراقي الخطيب
- عبد الرحيم البيساني
- سعيد بن المبارك البغدادي